# Karl Willy Straub
Karl Wilhelm Straub, meist Karl Willy Straub (* 12. März 1880 in Karlsruhe; † 20. April 1971 in Saarbrücken), war ein deutscher Schriftsteller.

## Jugend und Studium
Karl Wilhelm Straub war der Sohn des Postdirektors Karl Straub und seiner Ehefrau Wilhelmine geb. Neuz. Als Kind lebte er zunächst in Karlsruhe und Mannheim. Als sein Vater 1893 ins Reichsland nach Schlettstadt versetzt wurde, besuchte Karl Willy das dortige Gymnasium. Sein Abitur legte er im Jahr 1900 in Rastatt ab. Anschließend leistete er seinen Militärdienst als Einjährig-Freiwilliger beim 4. Unter-Elsässischen Infanterie-Regiment Nr. 143 in Straßburg.
Straubs Zeit im Elsass prägte ihn nicht nur kulturell, sondern auch literarisch durch seine Freundschaften mit Paul Schmitthenner, Paul Bertololy und Franz Spieser, so dass er schon als Schüler erste schriftstellerische Versuche unternahm. Auch während seines Jurastudiums ab 1902 in Straßburg, Freiburg, Berlin und Heidelberg interessierte er sich für Literatur, Theater und Architektur und besuchte Vorlesungen in Philosophie, Germanistik und Kunstgeschichte. Daneben schrieb er und konnte 1903 in den Münchner Neuesten Nachrichten eine Novelle veröffentlichen.

## Beruf und Berufung
1908 absolvierte Karl Willy Straub ein Volontariat bei der Heidelberger Zeitung. Als der Heidelberger Staatsrechtler Lilienthal im Jahre 1909 seine Dissertation über Zeugnispflicht und Zeugniszwang in der Presse ablehnte, beschloss Karl Willy Straub als freier Künstler zu leben. Neben journalistischen Arbeiten veröffentlichte er 1909 sein erstes großes Prosawerk Vollblutfrauen. Acht Frauenschicksale. Als Straub von 1911 bis 1914 in Würzburg als Redakteur für das Feuilleton bei der Bayerischen Landeszeitung arbeitete, machte er die Bekanntschaft des dort ansässigen dreizehn Jahre älteren Schriftstellers Max Dauthendey. Im Ersten Weltkrieg kämpfte Straub an der lothringischen und der russischen, gegen Kriegsende an der Heimat-Front. Nach dem Ersten Weltkrieg zog er nach Saarbrücken, wo er die Vereinigung der Kunstfreunde an der Saar mitbegründete, die dem kulturellen Leben dort neue Impulse verlieh. 1920 heiratete er Klara Maria Emonds. Aus dieser Ehe gingen eine Tochter und ein Sohn hervor.
1928 berief ihn der Professor für Architektur Paul Schultze-Naumburg an die Berliner Universität. Dort arbeitete Straub von 1927 bis 1932 als Privatdozent für Baukultur. In Berlin machte er die Bekanntschaft der Schriftsteller Paul Fechter und Hans Martin Elster. 1928 übernahm Straub auf Empfehlung seines Jugendfreundes Paul Schmitthenner die Redaktion der Zeitschrift Deutsche Baukultur. Seit seiner Jugend durch den Anblick des Straßburger Münsters mit deutscher Architektur geprägt lehnte Straub sowohl den Historismus als auch den Bauhausstil ab. Gegen eine neue Sachlichkeit schrieb er 1932 sein Buch Die Architektur im Dritten Reich.
Auch als Schriftsteller war Straub konservativ. Er lehnte den Expressionismus ab und galt seinen Kollegen als Meister des Sonetts. Auch in seiner Prosa scheint sein lyrischer Stil durch wie etwa in seinem Tagebuchroman von 1926 Die Reise um Silvia. 1931 wurde Straub Mitglied der NSDAP. Im gleichen Jahr nahm Straub an einer Tagung des Rheinischen Dichterkreises in Freiburg teil und entschied anschließend, sich in der oberrheinischen Stadt niederzulassen.

## Im Dritten Reich
In Freiburg wurde er 1933 kultureller Berater und Leiter des Presseamts der Stadt. Im Laufe der Zeit kam es zu immer größer werdenden Spannungen zwischen ihm und Oberbürgermeister Franz Kerber. So wechselte Straub 1937 ins Freiburger Stadtarchiv und schrieb dort Biographien und Aufsätze zur badischen Literatur. 1939 heiratete er Frieda Franziska Auguste Koller in zweiter Ehe, die kinderlos blieb.
1940 erschien der als Hommage an Emil Gött verfasste Freiburg-Roman Hüter der Flamme, der auch autobiographische Züge hatte und für das Selbstbild und Dichtungsverständnis von Straub als Schlüsselroman gilt. Die 1940 bei einer Dichterfahrt durch das von deutschen Truppen besetzte Elsass aufkommenden Erinnerungen an seine Jugendjahre verarbeitete er in seinem Buch von 1966 Erinnerungen an das Elsaß. Ein Zeitdokument.

## Nachkriegszeit
Bei seiner Entnazifizierung nach Kriegsende stufte die Spruchkammer Karl Willy Straub als Mitläufer ein, und doch war für ihn eine Welt zusammengebrochen. Im Gegensatz zum literarischen Wandel der 50er Jahre blieb er weiterhin seiner eigenen literarischen Welt der im 19. Jahrhundert geborenen Autoren wie Richard Sexau, Ludwig Finckh, Hermann Burte, Hermann Eris Busse, Emil Strauß und Paul Sättele, die alle mit dem Nazi-Regime sympathisiert hatten, verhaftet. Straub merkte wohl, dass die literarische Erneuerung nach dem Krieg etwa mit der Gruppe 47 ihn nicht mehr betraf und so ließ er seinen Gesellschaftsroman Ruf nach Istanbul ungedruckt. Fast trotzig gab er seinen gesammelten Sonetten den Titel Hundert Sonette eines Zeitlosen. Einige Jahre arbeitete er noch für den Südwestfunk und behandelte Themen der Badischen Heimat. 1968 zog es Karl Wilhelm Straub zurück an den Ort seiner ersten beruflichen Tätigkeit nach Saarbrücken, wo er 1971 starb.

## Literarisches Erbe
Die Witwe Frieda Straub übergab den literarischen Nachlass Karl Wilhelm Straubs an das Staatsarchiv Freiburg. Seine private Bibliothek erhielt das Stadtarchiv Freiburg.

## Auszeichnung
- 1967: Max-Dauthendey-Plakette in Silber

## Werke und Aufsätze
- Spiel und Kampf. Gedichte. 1908.
- Vollblutfrauen. Acht Frauenschicksale. 1909.
- Zwischen Tag und Abend. Gedichte. 1916.
- Sonette. 1920.
- Die Reise um Silvia. Tagebuch eines Empfindsamen. 1926.
- Letzte Fahrt. Neue Sonette. Privatdruck 1927.
- Zwischen Gott und Welt. Neue Gedichte. 1930.
- Die Architektur im Dritten Reich. Akademischer Verlag Dr. Fritz Wedekind & Co., Stuttgart 1932.
- Über sich selbst. In: Ekkhart. Jahrbuch für das Badner Land (1935), 64f.
- Hüter der Flamme. Roman, 1940.
- Silberfüchse. Roman, 1943.
- Freiburg in vier Kriegen, Kriegsnöte und Kriegslasten Anno dazumal. In: Der Alemanne 1943?
- Architektur als Ausdruck der Gesinnung. in: Der Alemanne vom 28. April 1945.
- Das Heiratskarussell. Lucrezia Corsini. 2 Novellen, 1955.
- Die hundert Sonette eines Zeitlosen. 1907–1957.
- Eine Auswahl. 1960.
- Heidelberg. Hg. vom Fremdenverkehrsamt der Stadt, o. J. (1962).
- Erinnerungen an das Elsaß. Ein Zeitdokument. 1966.